# Abd al-Majid az-Zindani
Abd al-Majid az-Zindani (còn viết là: Abdul Majeed al-Zindani, Abdelmajid al-Zendani, Abdul Majeed Zendani, Abd Al Majid Zandani; tiếng Ả Rập: عبد المجيد الزنداني ʿAbd al-Majīd az-Zindānī; 1 tháng 1 năm 1942  –  22 tháng 4 năm 2024) được Daniel Golden của the Wall Street Journal mô tả là "một người có học và chính trị gia Yemen có uy tín" Ông là người sáng lập và đứng đầu Đại học Iman tại Yemen, người đứng đầu phong trào chính trị al-Islah ở Yemen, và người sáng lập ra Ủy ban Dấu hiệu Khoa học tại Quran và Sunnah, trụ sở tại Ả Rập Xê Út.
Bộ Ngân khố Hoa Kỳ xác định Zindani là một nhân vật "Khủng bố Toàn cầu Đặc biệt", trích dẫn "lịch sử lâu dài của ông làm việc với bin Laden. Các sinh viên của Đại học Iman của ông bị nghi ngờ có quan hệ đến vụ ám sát các nhà truyền giáo và Jarallah Omar của đảng Xã hội Yemen. Tên ông cũng xuất hiện trên danh sách của Ủy ban 1267 LHQ về các cá nhân thuộc hay liên kết với Al-Qaida.